# Alois Riedl

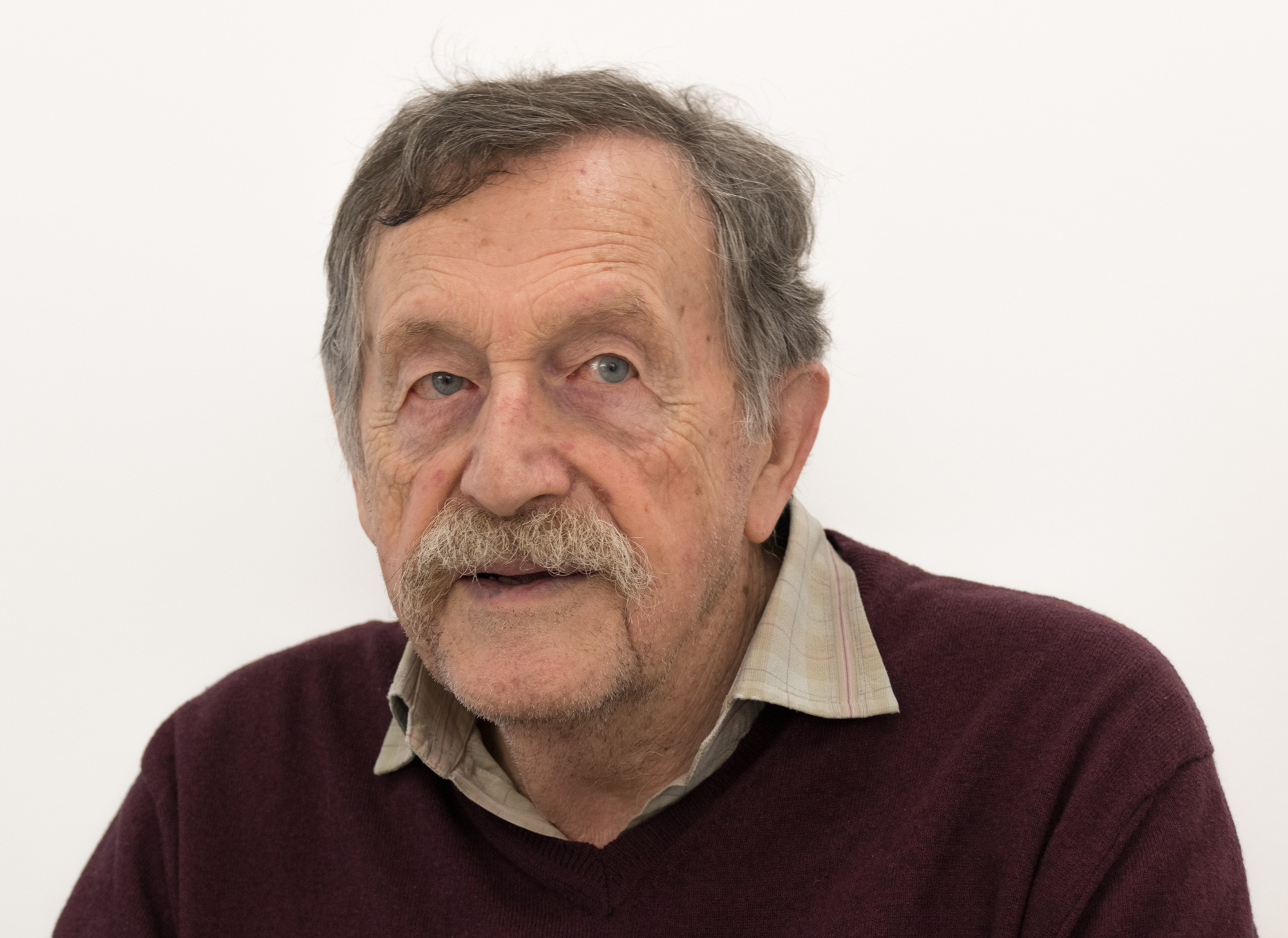
Alois Riedl (2020)

Alois Riedl (* 14. Juni 1935 in St. Marienkirchen bei Schärding) ist ein österreichischer Maler und Zeichner.

## Leben und Wirken
Der seit 1973 mit der ebenfalls künstlerisch tätigen Annerose verheiratete Künstler lebt und arbeitet in Brunnenthal und Schärding.
Seine ersten Kontakte zur Bildenden Kunst knüpfte er 1960 mit Bleistiftzeichnungen auf Papier und Karton und seit 1970 strebte er zunächst ungeachtet des allgemeinen Trends zur Abstraktion zielgerichtet eine Entwicklung seines malerischen Talents an. Als Inspirationsquelle verwendet er meist stark gebrauchte Wohnaccessoires, die er künstlerisch verarbeitet. Erst im Lauf der Jahre nahm sein Interesse an Abstraktion zu und seine Formen wurden geschlossener, geometrischer und weniger am Objekt orientiert. Es folgten Umsetzungen in Skulpturen mit Holzscheiben als Arbeitsmaterial, die er im Anschluss bemalte und sol eine neue malerisch-plastische Phase seines Wirkens einleitete.
Im Lauf der Jahre hat er ein Netzwerk und eine Kommunikationsplattform für Künstlerkollegen aller Altersgruppen geschaffen.
Riedl ist Mitglied der Künstlervereinigung MAERZ, der Vereinigung bildender Künstlerinnen und der Innviertler Künstlergilde.

## Ausstellungen
Seine Werke wurden unter anderem in Einzelausstellungen in Galerien in Wien (Albertina, Secession, Palais Harrach), Salzburg (Rupertinum), Graz, Linz (Landesmuseum Linz, Neue Galerie der Stadt Linz), Passau (Museum Moderner Kunst), München, Köln, Berlin, Frankfurt, Bonn, Deggendorf (Stadtmuseum Deggendorf), Zürich, Basel, Brüssel und Dublin ausgestellt. Sie befinden sich in mehreren öffentlichen Sammlungen, unter anderem in der Sammlung Rudolf Leopold. Im Museum Angerlehner fand 2015 anlässlich des 80. Geburtstags eine umfassende Ausstellung mit mehr als 70 Arbeiten aus 40 Jahren statt.

## Auszeichnungen
- Kulturpreis des Landes Oberösterreich (1976)
- Staatsstipendium (1983)

## Sonstiges
- Text- und Bildbeiträge für Protokolle (1982, 1987, 1996)
- Filmporträt für das Museum des 20. Jahrhunderts, Wien (1985)